# Luigi Barbesino
Luigi Barbesino (Casale Monferrato, Provincia de Alessandria, Italia, 1 de mayo de 1894-Canal de Sicilia, Provincia de Trapani, Italia, 20 de abril de 1941) fue un futbolista, director técnico y aviador italiano. Se desempeñaba en la posición de centrocampista.

## Selección nacional
Fue internacional con la selección de fútbol de Italia en 5 ocasiones y marcó 1 gol. Debutó el 1 de julio de 1912, en un encuentro ante la selección de Suecia que finalizó con marcador de 1-0 a favor de los italianos.

## Clubes

### Como futbolista
| Club          | País   | Año       |
| ------------- | ------ | --------- |
| A. S. Casale  | Italia | 1911-1917 |
| A. C. Legnano | Italia | 1917-1918 |
| A. S. Casale  | Italia | 1918-1920 |

### Como entrenador
| Club          | País   | Año       |
| ------------- | ------ | --------- |
| A. C. Legnano | Italia | 1929-1931 |
| A. S. Roma    | Italia | 1933-1937 |
| Venezia F. C. | Italia | 1938-1939 |

## Palmarés

### Como futbolista

#### Campeonatos nacionales
| Título          | Club         | País   | Año     |
| --------------- | ------------ | ------ | ------- |
| Prima Categoria | A. S. Casale | Italia | 1913-14 |

## Carrera militar
Después de dirigir al equipo veneciano dejó el mundo del fútbol y se alistó en la Regia Aeronautica como oficial. Recibió su patente de observador de aeroplano y luego del estallido de la Segunda Guerra Mundial fue asignado a la 194.ª Escuadrilla de la 30.ª Brigada de Bombarderos. El escuadrón operaba desde Sicilia con los aviones Savoia-Marchetti S.M.79 y ejecutando numerosas operaciones militares desde su base en el aeropuerto de Sciacca. Entre 1940 y 1941, las aeronaves de la 30.ª Brigada alternaron misiones de reconocimiento sobre Túnez y Malta, bombardeos sobre el Mediterráneo y escolta de los convoyes navales italianos. Muchos de estos aviones fueron derribados por los aviones de combate británicos.
El 20 de abril de 1941 el mayor Barbesino formó parte de una misión de reconocimiento compuesta por dos aviones que despegaron desde Sciacca. La aeronave en la que se embarcó era la cabeza de la formación y estaba comandada por el capitán Domenico Valsania y el sargento Antonio Sirignano. La ruta a seguir consistía en Sciacca - Kuriate - Querquenes - Sciacca. Después de una hora de volar en condiciones meteorológicas adversas, uno de los aviones regresó a la base antes de tiempo, mientras que el avión de Barbesino fue reportado como desaparecido.